# Hypenula opacalis
Hypenula opacalis är en fjärilsart som beskrevs av Augustus Radcliffe Grote 1876. Hypenula opacalis ingår i släktet Hypenula och familjen nattflyn. Inga underarter finns listade i Catalogue of Life.